# Hunyadiváros (Kecskemét)

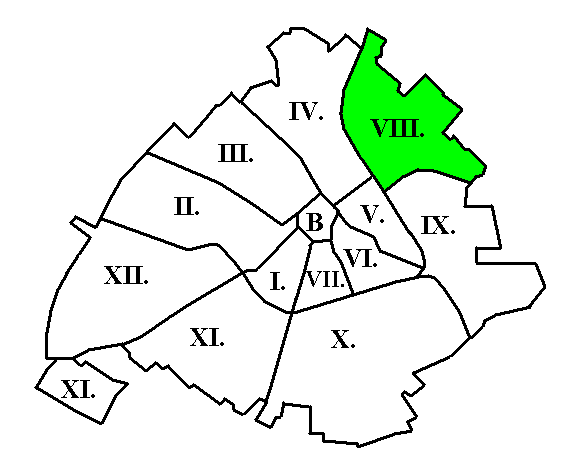
Elhelyezkedése Kecskeméten belül

Hunyadiváros Kecskemét VIII. kerülete. Csendes, nyugodt városrész, többségében kertes házakkal. Itt található a Kecskemétfilm Kft., Magyarország egyik vezető animációs filmes műhelye, valamint a Kiskunsági Nemzeti Park Igazgatósága.

## Fekvése
A városrész a vasútállomástól keletre található. 

### Megközelítése
A városrész szomszédságában található a vasútállomás és a távolsági buszpályaudvar, így a távolsági összeköttetései más városokkal és városrészekkel nagyon jó. A helyi buszjáratok közül a 18-as, a 12-es és a 23-as (hétvégén a 23A) közlekedik erre.

## Iskolák
- Kecskeméti Szakképző Centrum Gáspár András Szakközépiskola és Szakiskola
- Kecskeméti Corvin Mátyás Általános Iskola

## Képgaléria

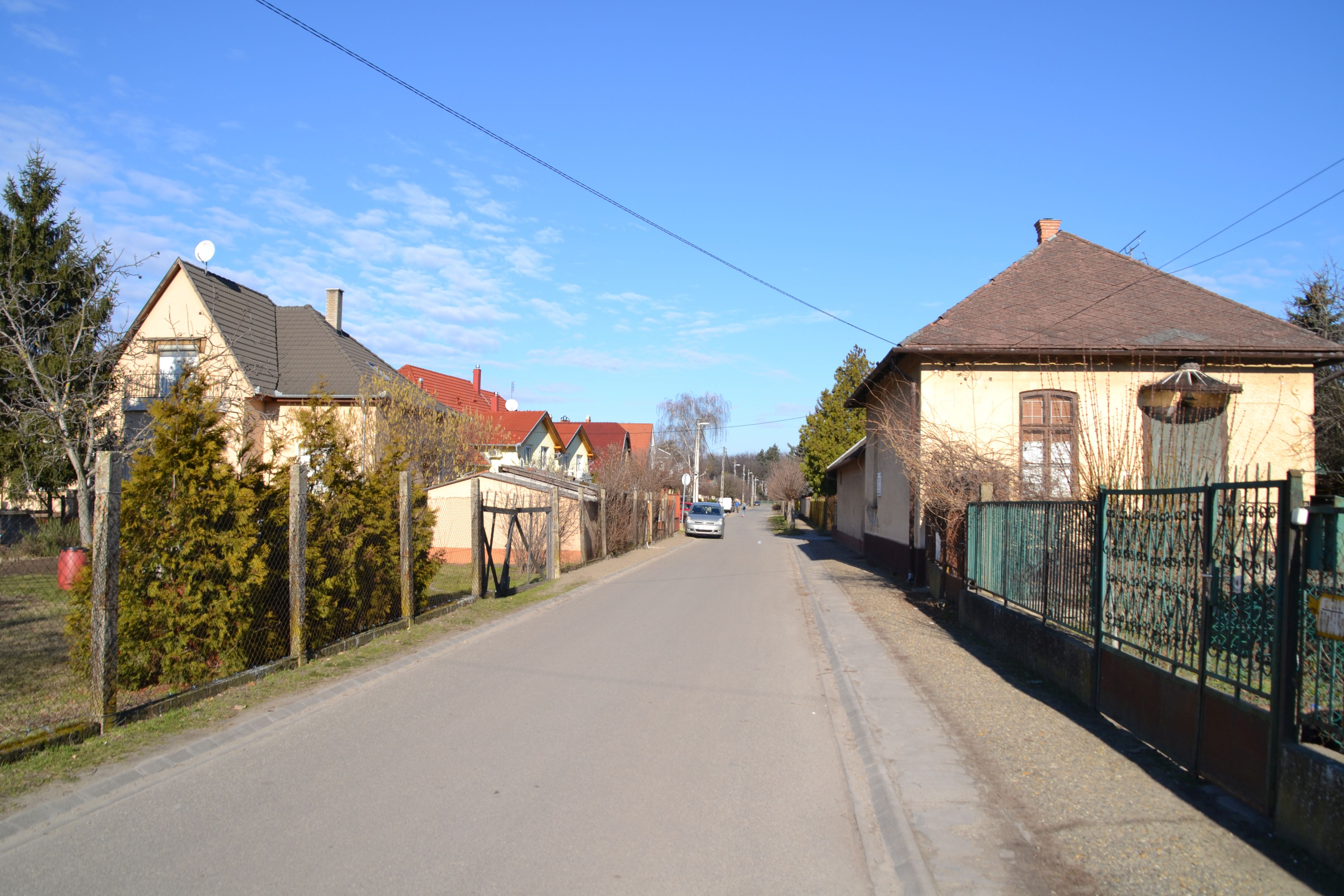
Szivárvány utca
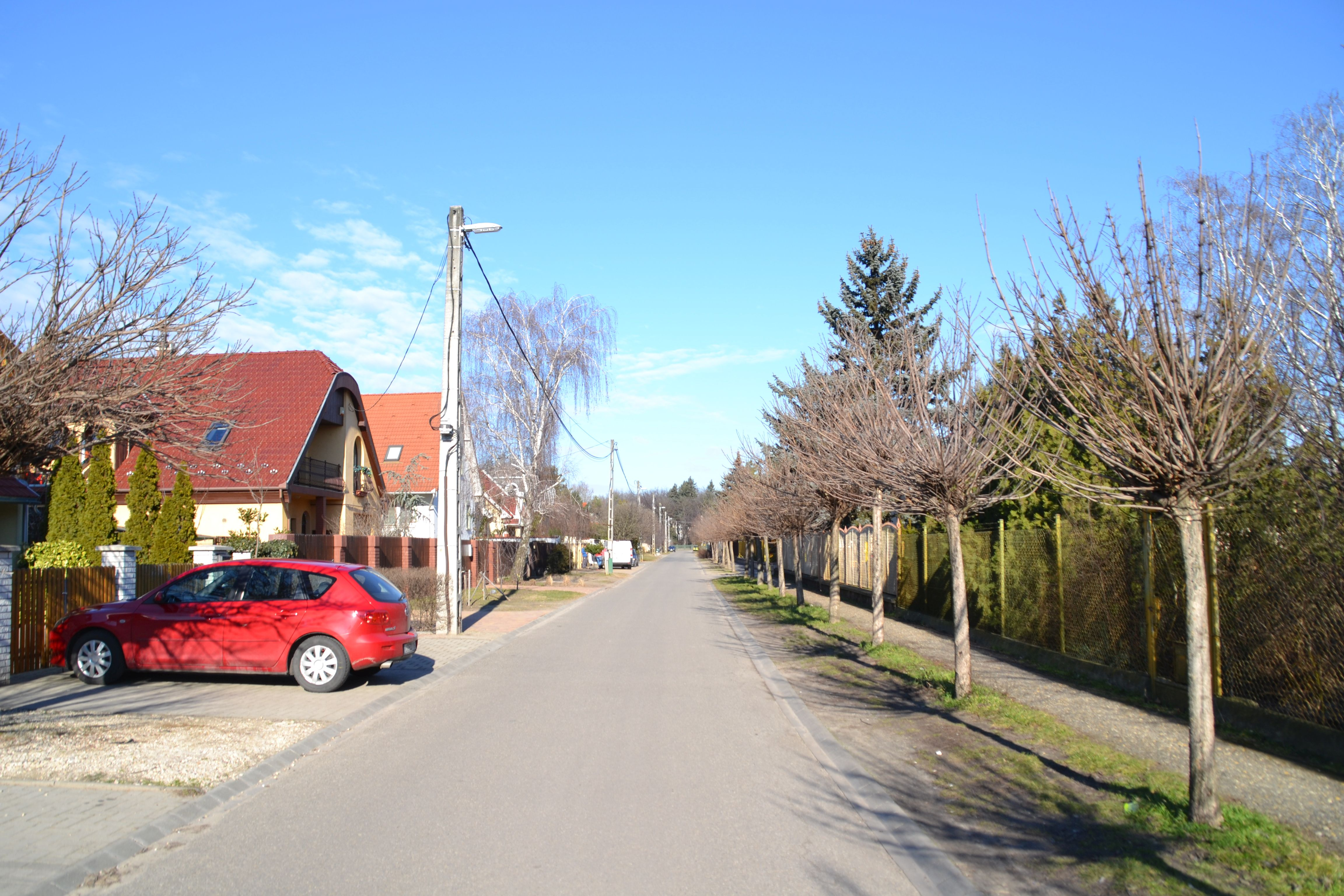
hunyadivárosi utcakép
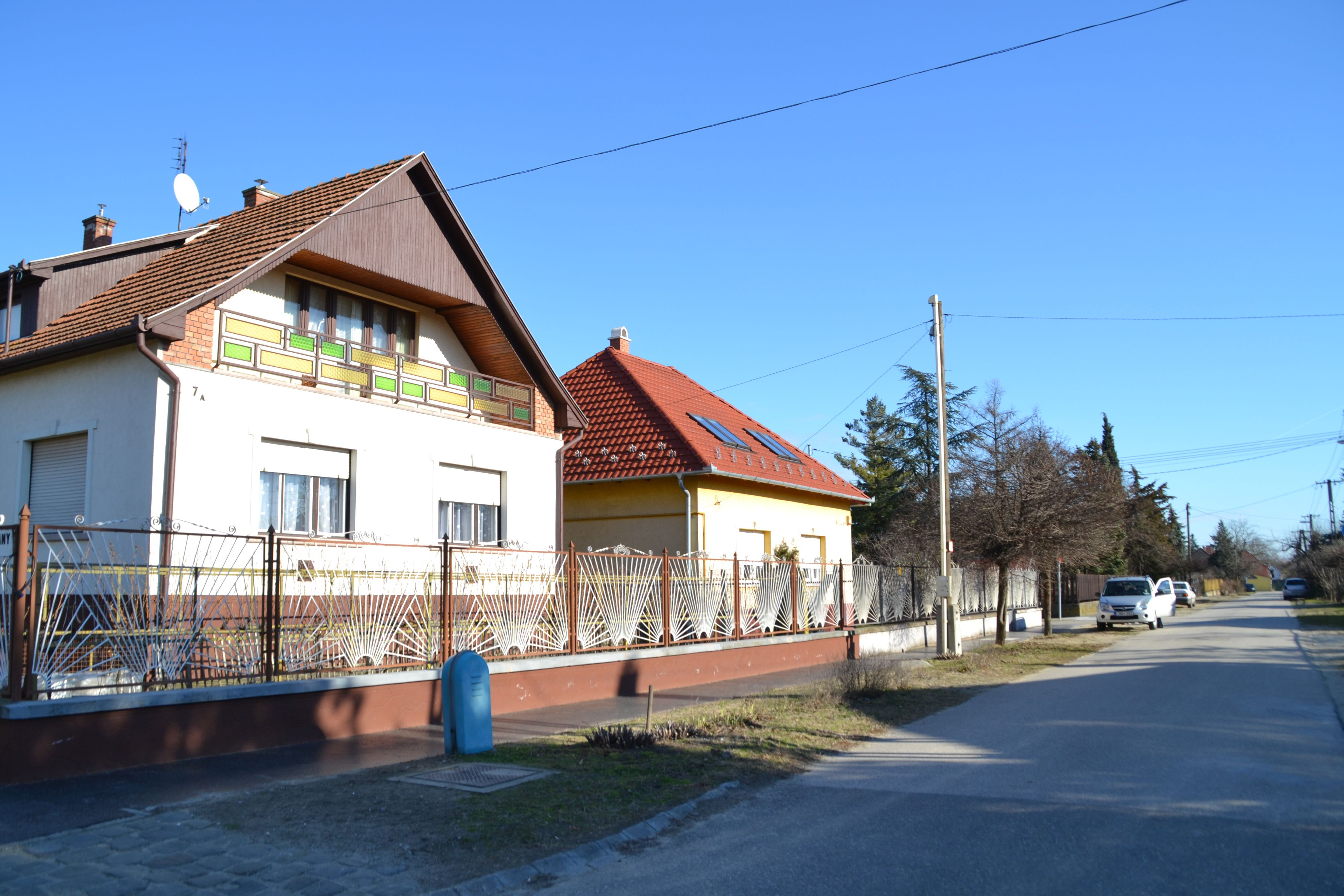
Kertes házak a városrészben
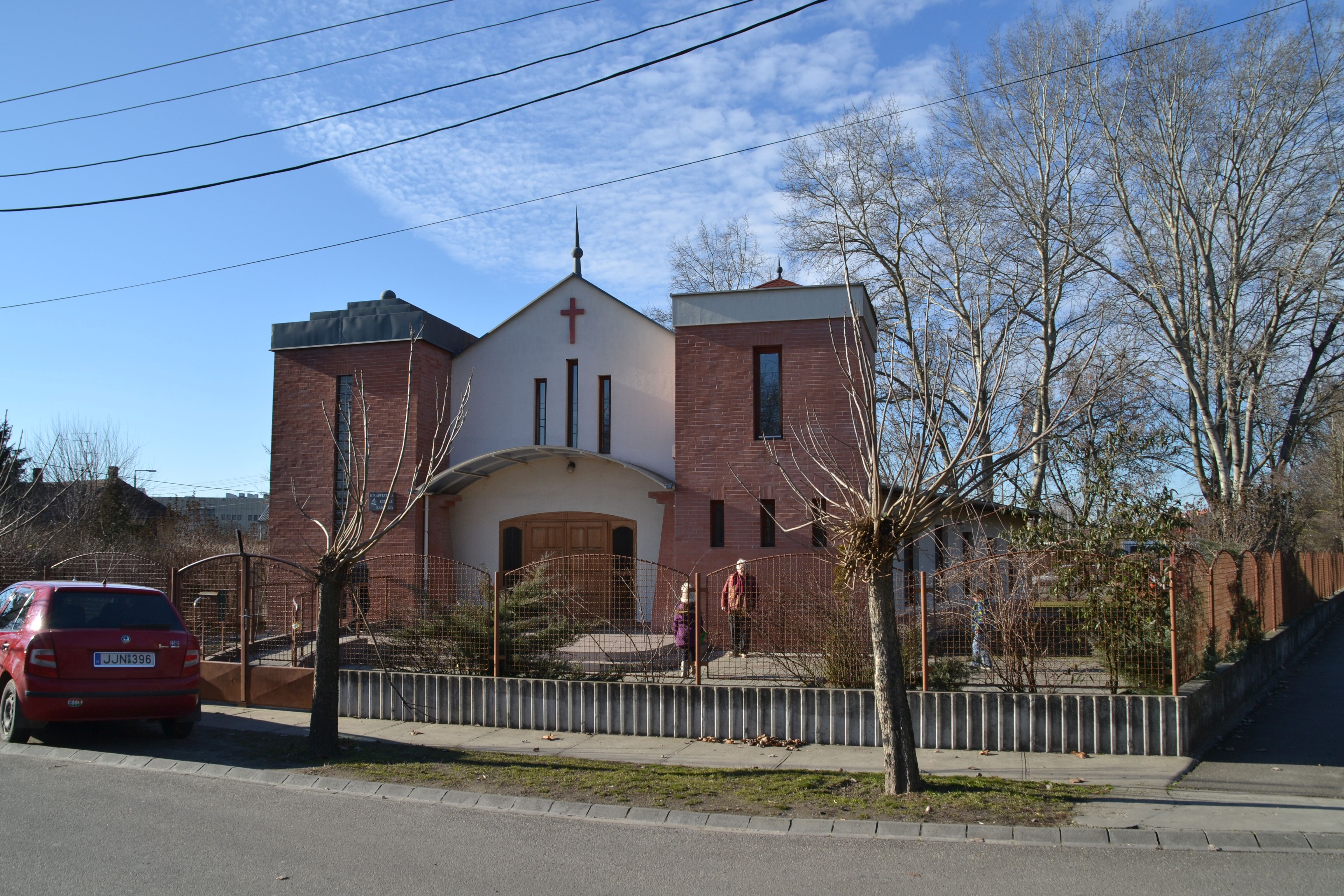
Az adventista egyház temploma
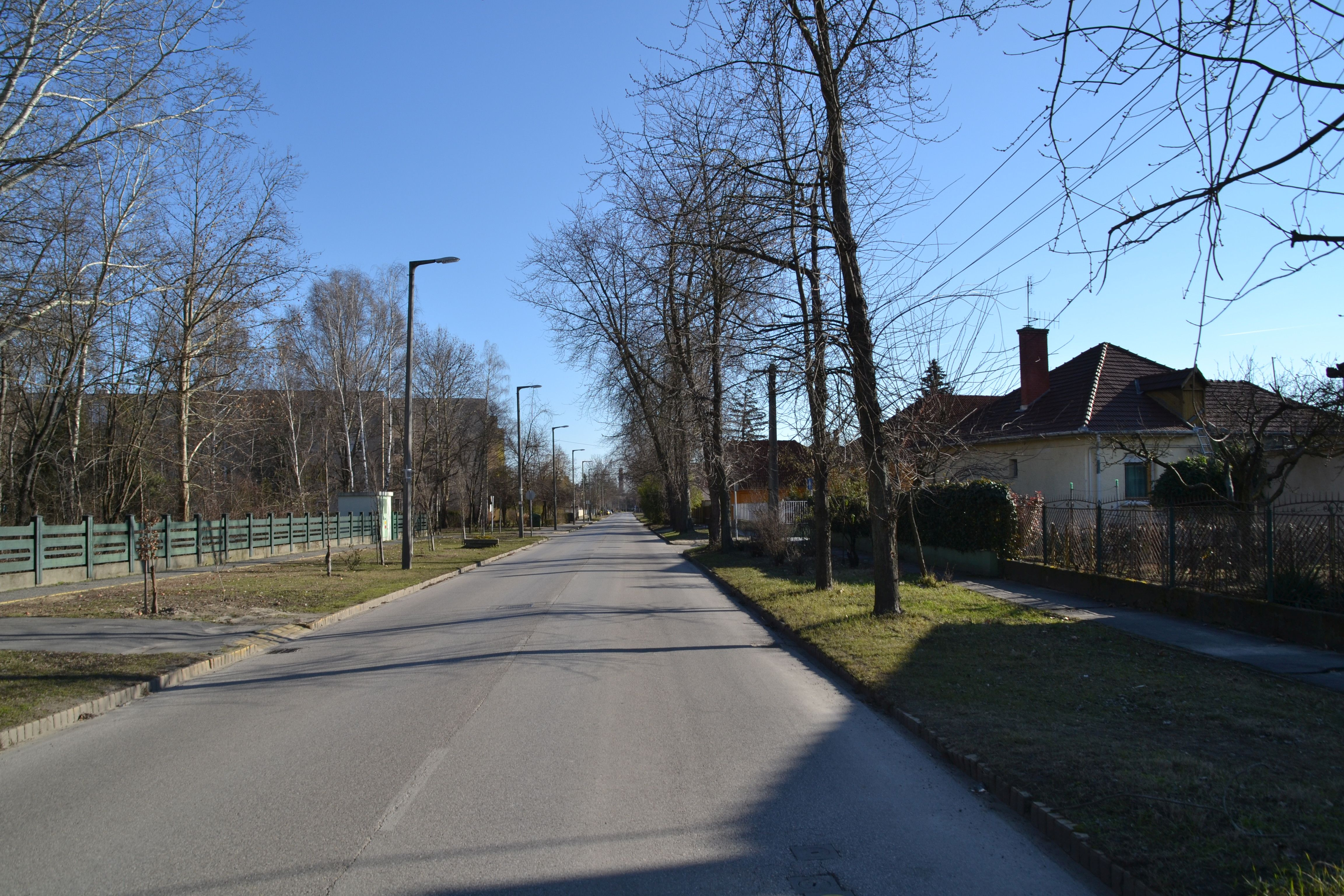
Liszt Ferenc utca, balra a Kiskunsági Nemzeti Park Igazgatósága
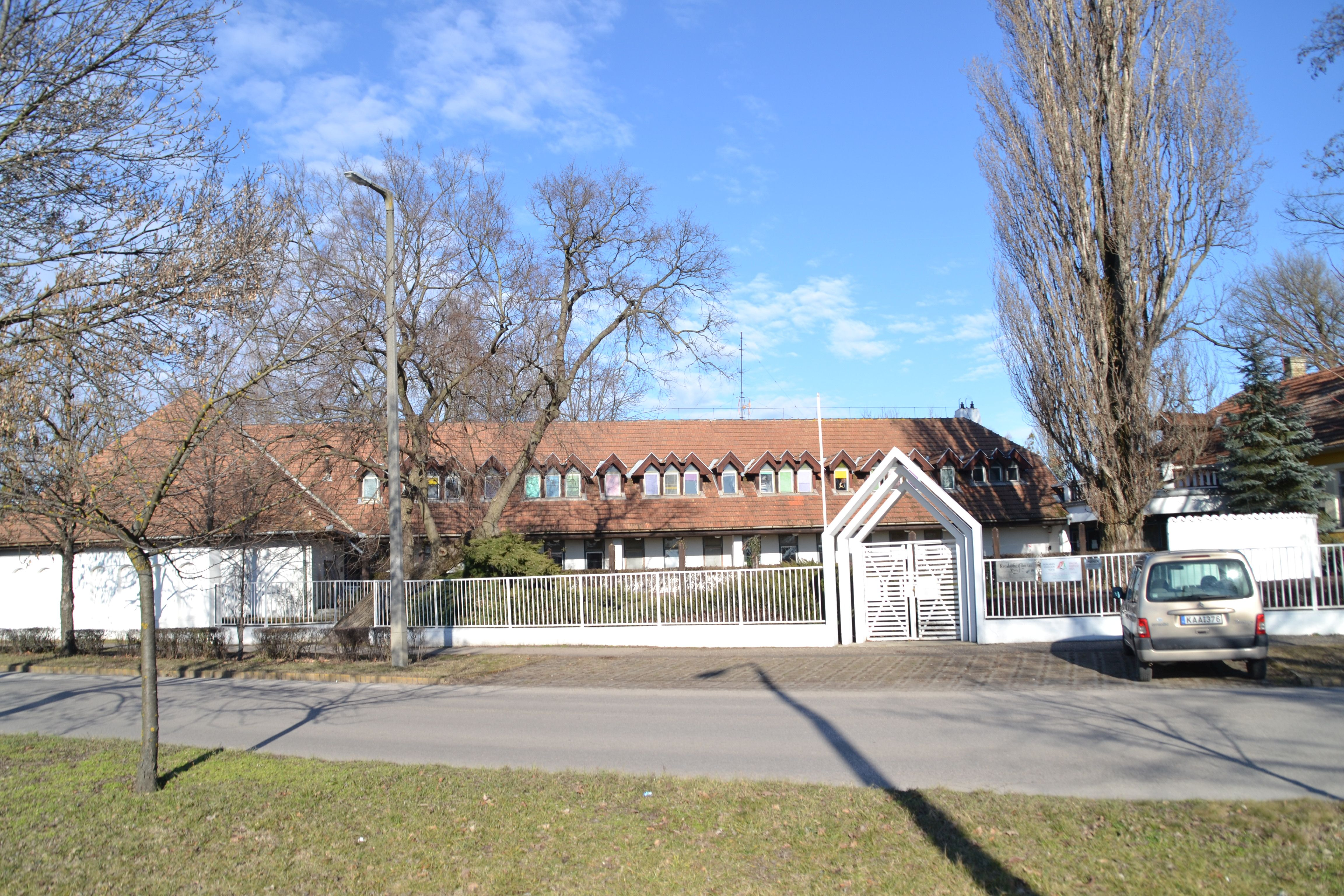
Kecskemétfilm kft. (rajzfilmstúdió)